# 中原町 (川越市)
中原町（なかはらちょう）は、埼玉県川越市の町名。現行行政地名は中原町一丁目および二丁目。郵便番号は350-0042。

## 地理
川越市の中心部に位置する。本川越駅の西口ロータリーが所在し、地区内は住宅地として利用されている（なお本川越駅舎は新富町）。

## 交通

### 道路
- 埼玉県道229号本川越停車場線

## 施設
- 川越市立中央小学校
- 本川越病院